# 洒金桥
洒金桥是西安市回坊内的一条街道，长约八百米。洒金桥北起莲湖路老关庙十字，通向大麦市街。“洒金桥”目前仅作地名使用，该地区内已没有桥梁。当年皇帝在这里给老百姓撒钱，其中就有金子打的钱，于是成为洒金桥。

## 历史
唐代，洒金桥名叫大桥街，直通广运门前护城河上的金水桥。洒金桥在南宋和元代称为铁炉街，明代改为铁炉坊，清末得名沙家桥，后改为洒金桥。1966年曾改名为前卫路中段，在1972年又恢复洒金桥。

## 交通

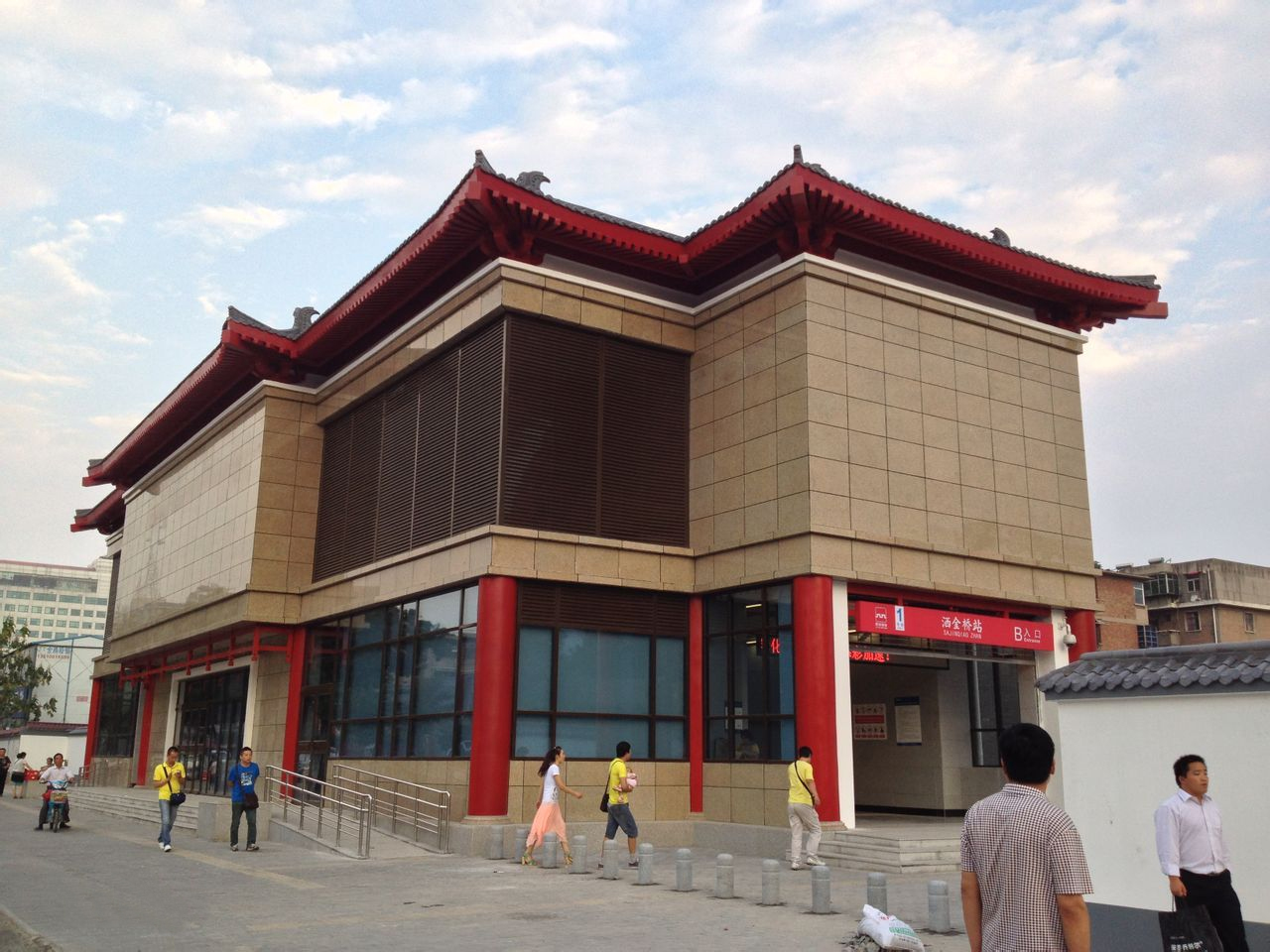
西安地铁1号线洒金桥站B出口

西安地铁1号线设置有洒金桥站。另有多趟公交线路经过洒金桥。

## 著名地点
- 云居寺
- 洒金桥清真古寺
- 洒金桥清真西寺